# 特羅格科費爾山
46°34′N 13°13′E / 46.567°N 13.217°E
特羅格科費爾山（德語：Creta di Aip），是奧地利的山峰，位於該國南部，由克恩頓州負責管轄，屬於卡爾尼克阿爾卑斯山脈的一部分，海拔高度2,280米，每年平均降雨量2,643毫米。